# Aphytis elongatus
Aphytis elongatus är en stekelart som beskrevs av Huang 1994. Aphytis elongatus ingår i släktet Aphytis och familjen växtlussteklar. Inga underarter finns listade i Catalogue of Life.